# Universo Treviso Basket
El Universo Treviso Basket, conocido también por motivos de patrocinio como NutriBullet Treviso Basket, es un equipo de baloncesto italiano con sede en la ciudad de Treviso, Véneto. Actualmente compite en la Serie A, la primera división del baloncesto en Italia. Disputa sus partidos en el PalaVerde, con capacidad para 5.124 espectadores.

## Nombres
- Treviso Basket 2012

(2012-2013)
- De Longhi Treviso Basket 2012

(2013-2021)
- NutriBullet Treviso Basket

(2021-presente)

## Posiciones en Liga
| Temporada | Nivel | Liga            | Pos. | J     | PL   | Resultado            |
| --------- | ----- | --------------- | ---- | ----- | ---- | -------------------- |
| 2012-13   | 6     | Reg. Promozione |      |       |      | Ascenso              |
| 2013-14   | 4     | DNB             | 4    | 20-10 | 1-2  | Ascenso              |
| 2014-15   | 2     | Serie A2 Silver | 1    | 21-9  | 1-2  | Octavos de final     |
| 2015-16   | 2     | Serie A2        | 1    | 22-8  | 7-7  | Semifinales          |
| 2016-17   | 2     | Serie A2        | 1    | 21-9  | 4-3  | Cuartos de final     |
| 2017-18   | 2     | Serie A2        | 3    | 20-10 | 6-4  | Semifinalista        |
| 2018-19   | 2     | Serie A2        | 2    | 24-6  | 12-3 | Ascenso              |
| 2019-20   | 1     | Serie A         | 13   | 8-13  |      | Temporada suspendida |
| 2020-21   | 1     | Serie A         | 6    | 14-14 | 0-3  | Cuartos de final     |
| 2021-22   | 1     | Serie A         | 10   | 12-18 |      |                      |

fonte:eurobasket.com
1. ↑  El Treviso Basket adquirió los derechos deportivos del Basket Nord Barese y accedió directamente a la Serie A2.[1]

## Palmarés
- Campeón de la LNP Silver (2015)

## Jugadores destacados
| - Ivan Gatto - Denis Marconato - Daniele Parente |  | - Mauro Pinton - Tommaso Rinaldi - Coron Williams |